# Samoa na Letnich Igrzyskach Paraolimpijskich 2004
Samoa na Letnich Igrzyskach Paraolimpijskich 2004 w Atenach reprezentowało dwoje lekkoatletów, którzy nie zdobyli żadnego medalu. Był to drugi występ reprezentacji Samoa na igrzyskach paraolimpijskich (po starcie w roku 2000).

## Wyniki

### Lekkoatletyka
Kobiety
| Zawodniczka | Konkurencja          | Finał    | Finał   | Źródło |
| Zawodniczka | Konkurencja          | Rezultat | Miejsce | Źródło |
| ----------- | -------------------- | -------- | ------- | ------ |
| Meira Vaa   | rzut dyskiem F56–F58 | 18,54 m  | 17      | [ 2 ]  |

Mężczyźni
| Zawodnik       | Konkurencja            | Finał    | Finał   | Źródło |
| Zawodnik       | Konkurencja            | Rezultat | Miejsce | Źródło |
| -------------- | ---------------------- | -------- | ------- | ------ |
| Mose Faatamala | rzut oszczepem F44–F46 | 37,37 m  | 11      | [ 3 ]  |